# Nelson Barahona
Nelson Alberto „Ruso” Barahona Collins (ur. 22 listopada 1987 w Colón) – panamski piłkarz występujący na pozycji pomocnika.

## Kariera klubowa
Barahona zawodową karierę rozpoczynał w 2005 roku w klubie Árabe Unido. W 2007 roku wywalczył z nim wicemistrzostwo Clausura. W 2008 roku został wypożyczony do urugwajskiego Féniksu. Sezon 2009 spędził natomiast na wypożyczeniu w kolumbijskim Atlético Huila. Wywalczył z nim wówczas wicemistrzostwo Finalización.
W 2010 roku Barahona podpisał kontrakt z kolumbijskim Independiente Medellín. W 2011 roku został wypożyczony do wenezuelskiego Caracas FC.

## Kariera reprezentacyjna
W reprezentacji Panamy Barahona zadebiutował w 2007 roku. 25 maja 2009 roku w przegranym 1:3 towarzyskim meczu z Argentyną strzelił pierwszego gola w drużynie narodowej.
W tym samym roku został powołany do kadry na Złoty Puchar CONCACAF. Zagrał na nim w spotkaniach z Gwadelupą (1:2), Meksykiem (1:1) oraz Stanami Zjednoczonymi (1:1, 1:2 po dogrywce). W pojedynku z Gwadelupą zdobył także bramkę. Tamten turniej Panama zakończyła turniej na ćwierćfinale.